# Tom Boonen
Tom Boonen (Mol, 15 ottobre 1980) è un ex ciclista su strada belga.
Soprannominato Tornado Tom, è stato professionista dal 2002 al 2017. Velocista specializzato nelle corse in linea di un giorno, nella sua carriera professionistica ha vinto una edizione del campionato del mondo (nel 2005), cinque della E3 Harelbeke (nel 2004, 2005, 2006, 2007 e 2012), tre della Gand-Wevelgem (nel 2004, 2011 e 2012), tre del Giro delle Fiandre (nel 2005, 2006 e 2012), e quattro della Parigi-Roubaix (nel 2005, 2008, 2009 e 2012), totalizzando numerosi successi in altre semiclassiche del pavé. Vanta inoltre sei successi di tappa e una classifica a punti al Tour de France e due tappe alla Vuelta a España.

## Carriera

### Gli esordi e le prime vittorie
Figlio del ciclista André Boonen, dopo aver debuttato in gara nel 1992, a 16 anni si trasferì alla Kortrijk Groeninge Spurters, squadra ciclistica diretta da Dirk Demol. Nel 2000, da Under-23, vinse la Parigi-Tours Espoirs.
Passò professionista nel 2002 con la US Postal Service, squadra statunitense diretta da Johan Bruyneel. Ottenne subito alcuni buoni piazzamenti, come il terzo posto alla Parigi-Roubaix, preceduto da Johan Museeuw e Steffen Wesemann, e una vittoria di tappa all'Uniqa Classic in Austria.
Nel 2003, scaduto il contratto con la US Postal, si trasferì ai belgi della Quick Step. Pur raggiungendo altri piazzamenti (terzo alla Gand-Wevelgem) si aggiudicò solo una frazione al Giro del Belgio. Nella stagione seguente si riscattò, conquistando ben 21 corse: fra esse la Gand-Wevelgem, il Grote Scheldeprijs, due tappe al Deutschland Tour e due, la sesta e l'ultima sugli Champs-Élysées, al Tour de France. Al termine dell'anno ricevette diversi riconoscimenti come il Vélo de Cristal, il Trofeo Flandrien e lo Sprint d'Or.

### 2005-2007: la doppietta Fiandre-Roubaix e il titolo mondiale
Il 2005 fu l'anno della consacrazione definitiva per il velocista fiammingo. All'inizio della stagione Boonen vinse due tappe al Tour of Qatar e due alla Parigi-Nizza; si classificò inoltre al secondo posto nell'Omloop Het Volk, dietro al compagno di squadra Nick Nuyens, e conquistò l'E3 Prijs Vlaanderen. In aprile mise quindi a segno la prestigiosa doppietta del pavé, aggiudicandosi nell'arco di una settimana prima il Giro delle Fiandre con un'azione solitaria e poi la Parigi-Roubaix in volata ristretta. In maggio vinse due tappe e la classifica generale del Giro del Belgio. Al Tour de France di quell'anno vinse inoltre la seconda e la terza tappa e, fino al ritiro forzato per fratture multiple al termine dell'undicesima tappa, vestì temporaneamente anche la maglia verde della classifica a punti (poi vinta da Thor Hushovd). Il 25 settembre 2005 coronò infine l'ottima annata con il trionfo nella prova in linea dei campionati del mondo, disputatisi a Madrid: nell'occasione precedette Alejandro Valverde e Anthony Geslin in una volata di gruppo, diventando così il 21º ciclista belga ad indossare la maglia iridata per professionisti su strada.

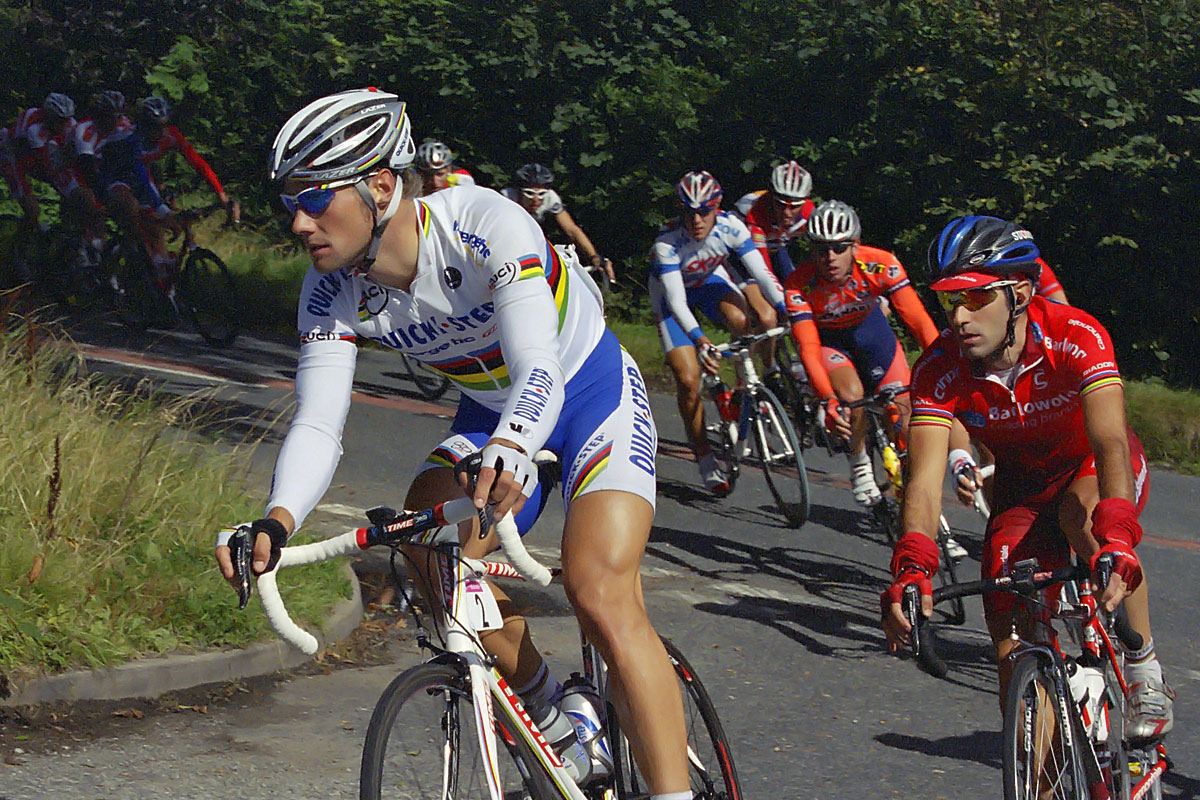
Boonen in maglia iridata al Tour of Britain 2006

Nei primi mesi del 2006 Boonen si aggiudicò quattro tappe e la classifica finale del Tour of Qatar, una frazione alla Vuelta a Andalucía e tre alla Parigi-Nizza. Durante la primavera delle classiche si riconfermò al Giro delle Fiandre – batté Leif Hoste in volata ristretta – e concluse secondo alla Parigi-Roubaix, staccato di quasi due minuti dal vincitore Fabian Cancellara; vinse inoltre E3 Prijs Vlaanderen e Scheldeprijs. Tra maggio e giugno aggiunse al palmarès stagionale due tappe al Giro del Belgio, la Veenendaal-Veenendaal e una tappa al Tour de Suisse. Nella seconda parte di stagione prese parte al Tour de France, ottenendo tre podi di tappa (senza nessuna vittoria) ma ritirandosi durante la scalata del Colle del Lautaret, nella quindicesima tappa; dopo i tre successi parziali all'Eneco Tour, ai campionati del mondo di Salisburgo non riuscì a difendere il titolo di campione iridato, che quell'anno andò all'italiano Paolo Bettini, suo compagno di squadra alla Quick Step (Boonen concluse comunque nono).
Nel 2007 Boonen conquistò quattro tappe del Tour of Qatar, chiudendo secondo in classifica generale alle spalle di Wilfried Cretskens. In seguito trionfò in alcune semiclassiche fiamminghe (Kuurne-Bruxelles-Kuurne, Dwars door Vlaanderen e E3 Prijs Vlaanderen), senza però centrare alcuna vittoria tra le classiche monumento: in stagione ottenne infatti come miglior piazzamento il terzo posto nella Milano-Sanremo, mentre al Giro delle Fiandre fu dodicesimo e alla Parigi-Roubaix sesto. Al Tour de France, complici l'assenza di Alessandro Petacchi per squalifica e l'infortunio rimediato da Robbie McEwen, vinse due tappe (la sesta e la dodicesima) e conquistò la maglia verde della classifica a punti, sfuggitagli due anni prima. In chiusura di stagione corse anche la Vuelta a España, ritirandosi, però, senza aver ottenuto successi parziali.

### 2008-2010: la seconda Roubaix e la sospensione per doping

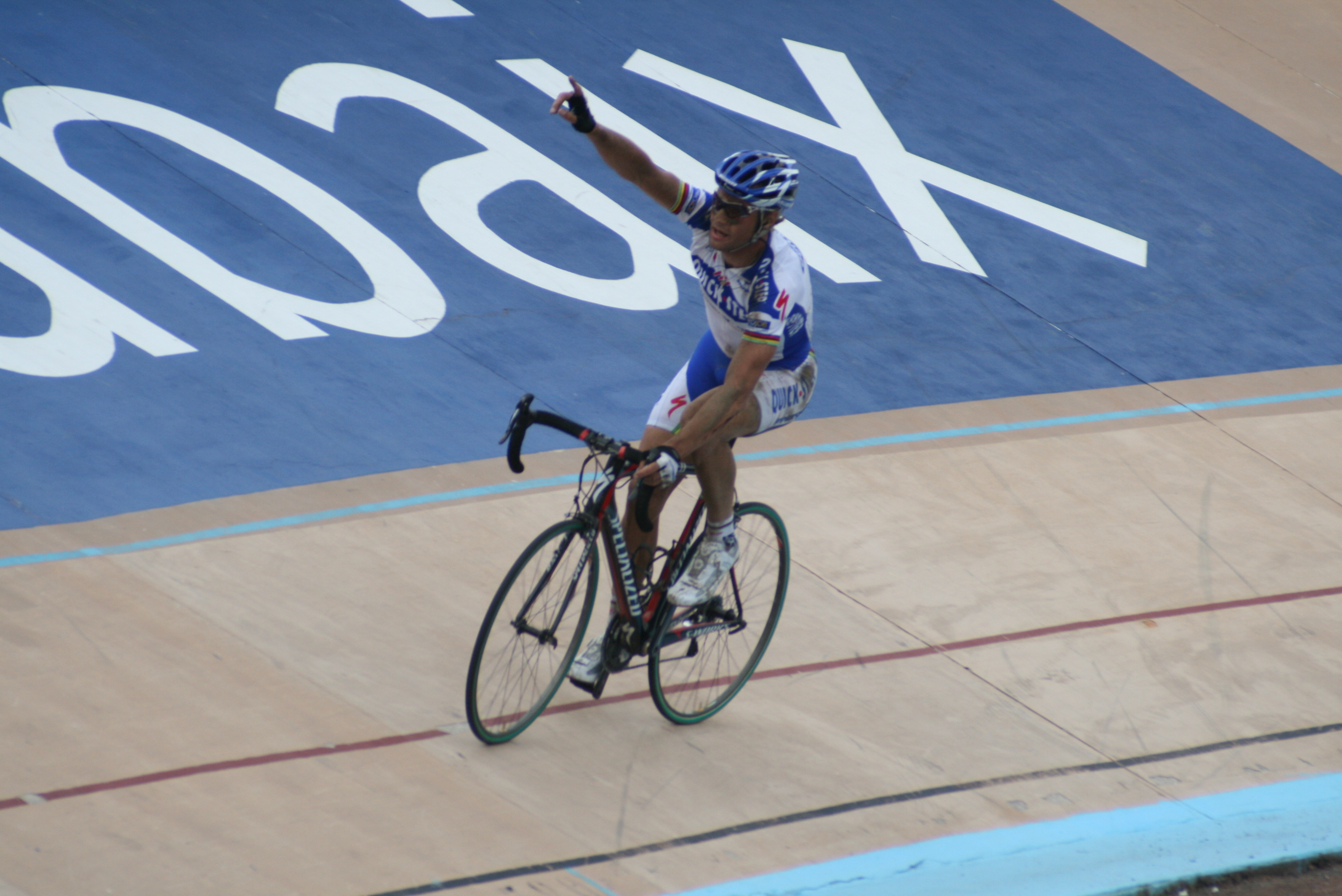
Boonen arriva vittorioso in solitaria alla Parigi-Roubaix 2009

Tra gennaio e febbraio 2008 Boonen vinse tre frazioni al Tour of Qatar e per la seconda volta la classifica generale della corsa, nonché una tappa al Tour of California. Rientrato in Europa, si aggiudicò per la seconda volta la Parigi-Roubaix superando in una volata a tre Fabian Cancellara e Alessandro Ballan. A giugno, però, venne annunciata la sua positività alla cocaina in un test effettuato il 26 maggio. Ciononostante, sia l'UCI sia la WADA non gli comminarono alcuna sanzione e il suo team, la Quick Step, gli diede fiducia, ma al corridore fu vietata la partecipazione al Tour de Suisse e al Tour de France. Nel finale di stagione si aggiudicò comunque una frazione al Tour de Wallonie, due tappe all'Eneco Tour e due alla Vuelta a España. Chiuse l'annata con sedici vittorie all'attivo, compresi i criterium.
La stagione 2009, come quella precedente, iniziò con il successo, il terzo in carriera e questa volta in solitaria, alla Parigi-Roubaix. Il 9 maggio 2009, dopo essere risultato positivo alla cocaina per la seconda volta ad un test antidoping, effettuato tra il 24 ed il 25 aprile 2009, venne sospeso dal suo team. La stessa squadra, comunque, annunciò qualche giorno dopo, con un comunicato firmato dallo sponsor e dal direttore generale Patrick Lefevere, l'intenzione di proseguire il rapporto con il ciclista, alla condizione che Boonen si fosse sottoposto ad un corso di disintossicazione dalla cocaina.
Nei primi mesi del 2010 il fiammingo ottenne quattro successi: due vittorie di tappa al Tour of Qatar (con il terzo posto nella classifica finale), una al Tour of Oman e una alla Tirreno-Adriatico. A seguire centrò il secondo posto alla Milano-Sanremo, dietro allo spagnolo Óscar Freire; anche al Giro delle Fiandre chiuse secondo, battuto da Fabian Cancellara, mentre alla Parigi-Roubaix fu quinto. In stagione non colse ulteriori risultati.

### 2011-2012: la tripletta nelle classiche del pavé

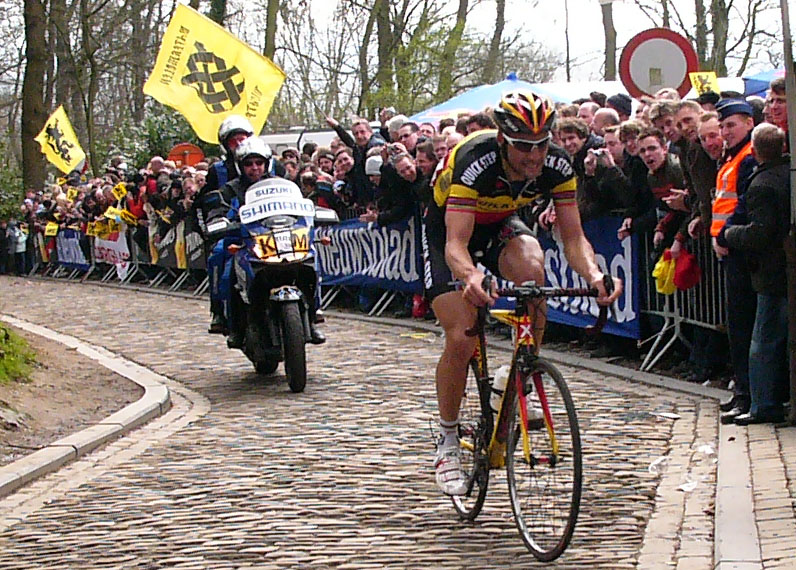
Boonen al Giro delle Fiandre 2010

Dopo i numerosi piazzamenti della stagione precedente, Boonen tornò alla vittoria il 7 febbraio 2011 nella prima tappa del Tour of Qatar. Il 27 marzo seguente si impose quindi in volata nella Gand-Wevelgem davanti a Daniele Bennati, prima di classificarsi quarto al Giro delle Fiandre. In luglio partecipò al Tour de France ma fu costretto al ritiro durante la settima tappa a causa di una caduta avvenuta due giorni prima. Concluse la stagione agonistica anzitempo, con due soli successi all'attivo, per problemi legati a una cisti al perineo, anticipando comunque la preparazione per la stagione seguente.
Con la nuova maglia della Omega Pharma-Quickstep Boonen iniziò la stagione 2012 al Tour de San Luis, vincendo la settima tappa. Nel Tour of Qatar si aggiudicò due tappe e, per la quarta volta, la classifica finale, oltre alla classifica a punti; tornato in Europa, si classificò secondo alla Omloop Het Nieuwsblad, preceduto dal connazionale Sep Vanmarcke. Una settimana dopo fece sua la seconda tappa della Parigi-Nizza, mentre a fine marzo ottenne la quinta vittoria in carriera (record) nella E3 Harelbeke, e il terzo successo, secondo consecutivo, alla Gand-Wevelgem.

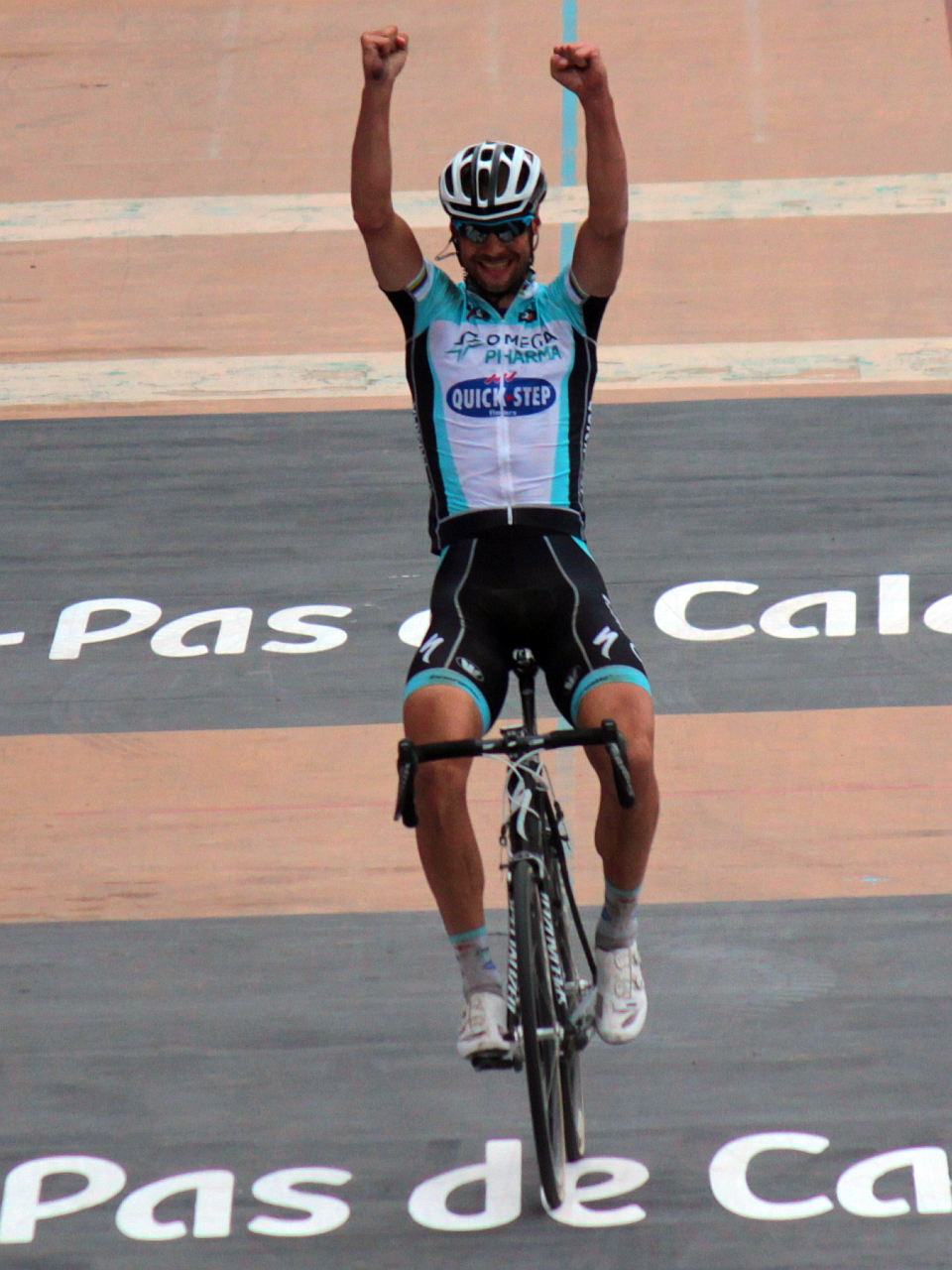
Boonen vittorioso sul traguardo della Parigi-Roubaix 2012

Il 1º aprile 2012 vinse per la terza volta in carriera il Giro delle Fiandre; solo sette giorni dopo conquistò anche la sua quarta Parigi-Roubaix al termine di una fuga solitaria di oltre 50 km. Divenne così il secondo corridore a vincere quattro Roubaix, dopo Roger De Vlaeminck, e il secondo, dopo Rik Van Looy, a completare la "tripletta del pavé" vincendo in un solo anno Gand-Wevelgem, Giro delle Fiandre e Parigi-Roubaix. Si aggiudicò poi per la seconda volta il titolo nazionale e concluse la stagione con i successi nella prima tappa e nella classifica generale della World Ports Classic, alla Parigi-Bruxelles e nella cronometro a squadre dei campionati del mondo di Valkenburg.

### 2013-2016: gli ultimi anni
Reduce da un ottimo 2012, durante l'inverno Boonen viene ricoverato per problemi intestinali e per un'infezione a un gomito ferito, dovendo così posticipare l'esordio stagionale. Apre il 2013 senza vittorie ma con alcuni piazzamenti, tra cui il settimo posto all'E3 Harelbeke. Partecipa quindi al Giro delle Fiandre, ma dopo 19 km di gara rimane coinvolto in una caduta riportando contusioni alla clavicola e all'anca ed è costretto al ritiro; salta anche la successiva Parigi-Roubaix per i postumi dell'infortunio. Rientrato alle corse, in maggio ottiene due podi di tappa al Giro del Belgio, mentre in luglio si aggiudica la seconda tappa del Tour de Wallonie, mettendo a referto il primo e unico successo stagionale. In agosto, colpito da un'influenza, deve saltare l'Eneco Tour. Nella seconda metà del mese, a causa del riacutizzarsi dei problemi dovuti a una cisti perineale, decide di porre fine anzitempo alla stagione, rinunciando alle gare autunnali.

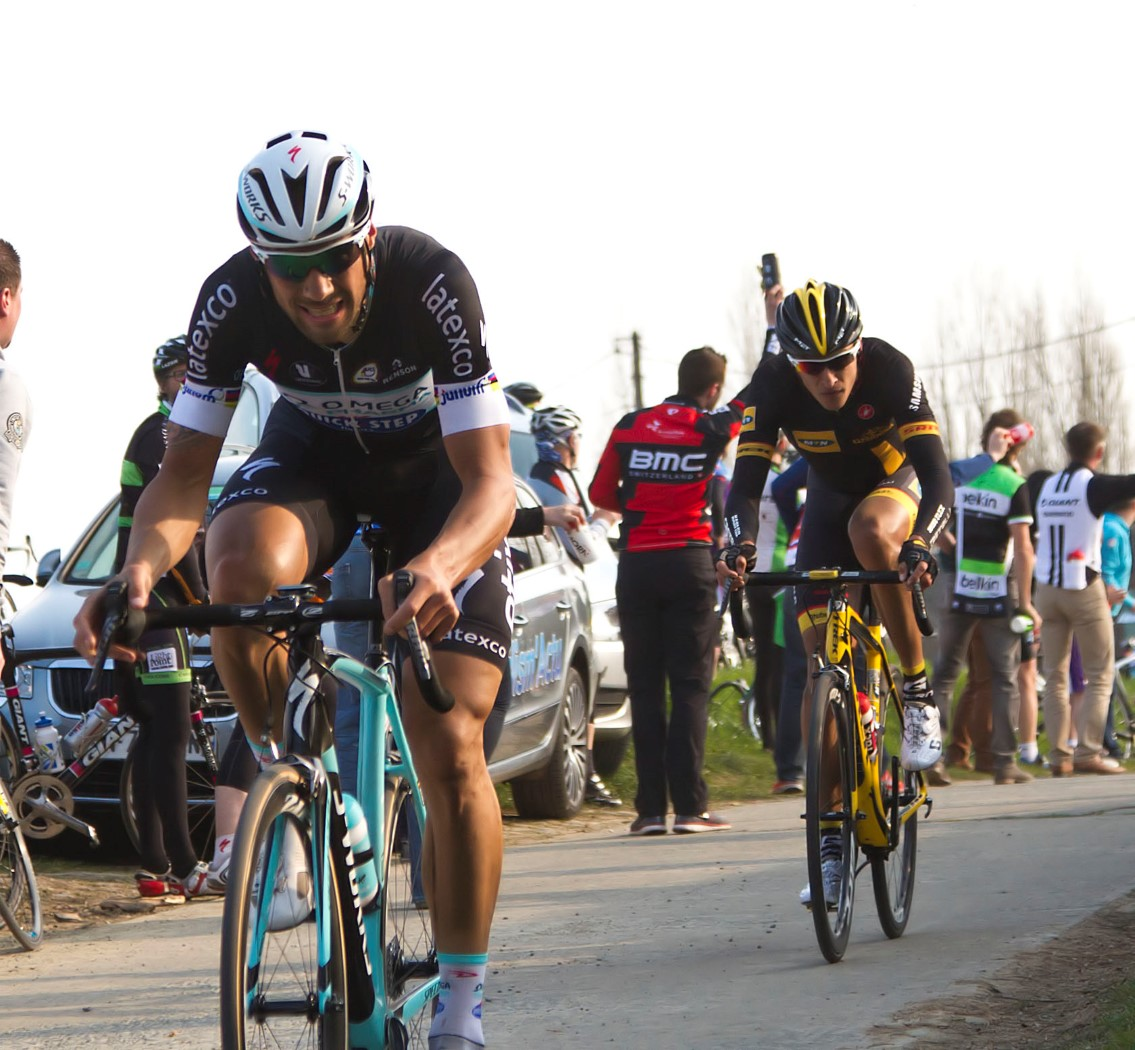
Boonen in azione all'E3 Harelbeke 2014

Rientrato alle gare al Tour de San Luis, nell'inverno del 2014 vince due tappe al Tour of Qatar e si piazza secondo nella classifica generale della corsa, preceduto dal compagno di squadra Niki Terpstra. Tornato in Europa, vince la Kuurne-Bruxelles-Kuurne in volata ed è poi undicesimo all'E3 Harelbeke e quinto alla Gand-Wevelgem. Nelle due successive classiche monumento, il Giro delle Fiandre e la Parigi-Roubaix, rimane a lungo con i migliori e conclude rispettivamente settimo e decimo. In giugno torna al successo vincendo in volata le prime due tappe del Giro del Belgio; si classifica poi terzo ai campionati nazionali in linea. Nella seconda parte di stagione partecipa alla Vuelta a España (ottiene un secondo posto di tappa) e ai campionati del mondo di Ponferrada, cogliendo il terzo posto nella cronometro a squadre come parte del sestetto Omega Pharma-Quickstep.
Boonen inizia la stagione 2015 ad inizio febbraio, cogliendo alcuni piazzamenti nelle gare asiatiche del Tour of Qatar e Tour of Oman. Dopo aver concluso al terzo posto la Omloop Het Nieuwsblad, è vittima di una caduta, con conseguente ritiro, nella seconda tappa della Parigi-Nizza: ciò gli impedisce di prendere parte alle classiche del pavé, compresi Giro delle Fiandre e Parigi-Roubaix. Rientrato alle corse a fine aprile al Presidential Cycling Tour of Turkey senza risultati di rilievo, ad inizio maggio è per la prima volta al via del Giro d'Italia, ritirandosi tuttavia nel corso della seconda settimana senza aver racimolato alcun piazzamento. Ottiene la prima vittoria stagionale nella prima tappa del Giro del Belgio, nel corso del quale ottiene altri due secondi posti. Nella seconda parte di stagione ottiene altre tre vittorie conquistando la Rund um Köln, una tappa all'Eneco Tour e lo Sparkassen Münsterland Giro, piazzandosi nei primi posti in numerose altre occasioni, tra cui si annovera il secondo posto nella cronosquadre ai campionati del mondo di Richmond alle spalle della BMC.

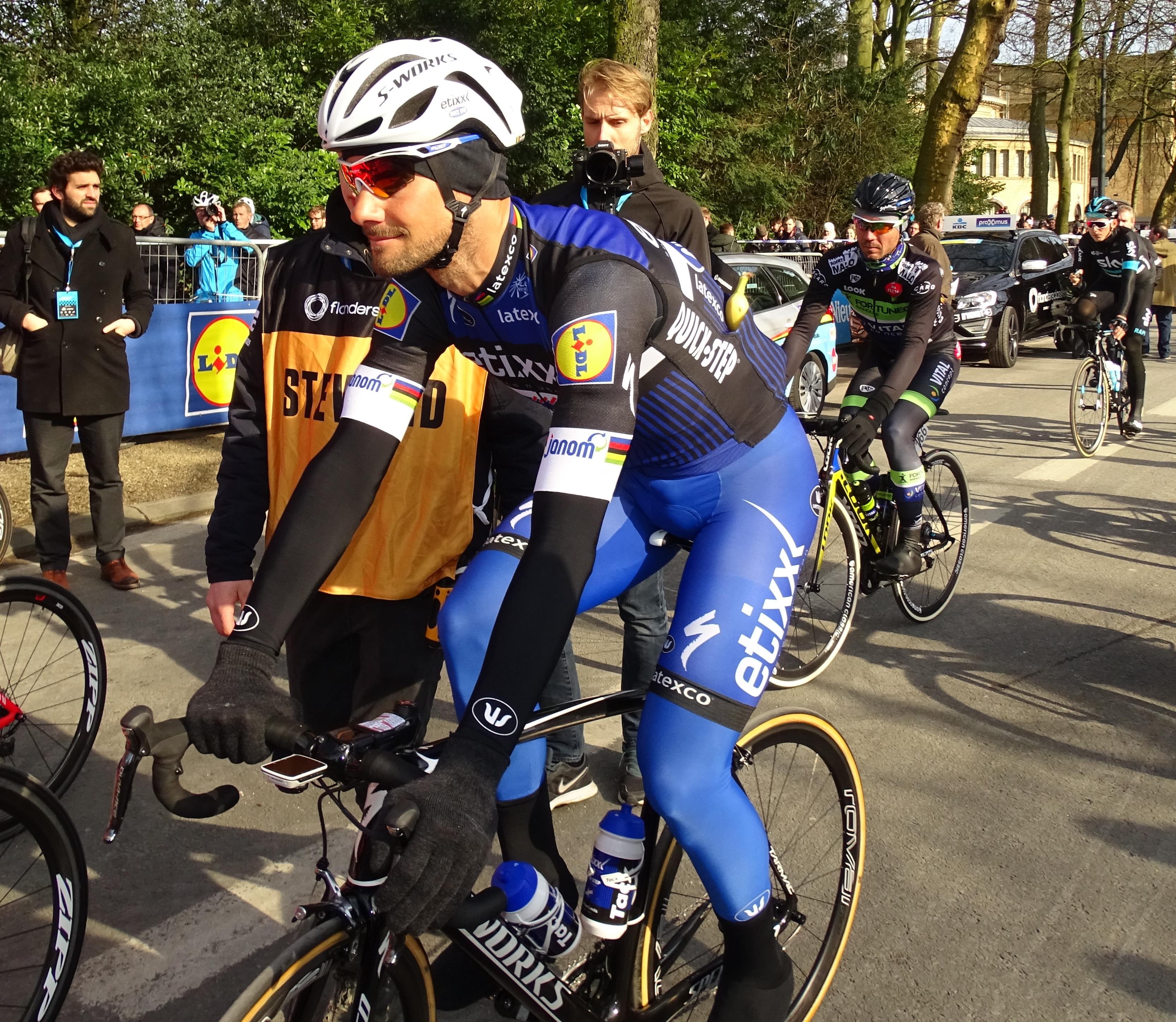
Boonen alla Omloop Het Nieuwsblad 2016

Tom inizia una nuova stagione sempre tra le file della Etixx, debuttando ad inizio febbraio alla Volta a la Comunitat Valenciana, dove ottiene un quarto posto come massimo risultato. L'avvicinamento alle classiche del Nord procede senza risultati di rilievo, facendosi notare con un undicesimo posto alla Omloop Het Nieuwsblad e un sesto di tappa alla Parigi-Nizza. Il trend prosegue anche alle stesse E3 Harelbeke, Gand-Wevelgem e Giro delle Fiandre, concluse lontano dalle posizioni di vertice. Si riscatta il 10 aprile alla Parigi-Roubaix: nell'occasione, nonostante fino ad allora non avesse palesato una buona condizione, adotta una condotta di gara aggressiva attaccando con alcuni big e parte della squadra a ben 120 km dalla conclusione, staccando due dei favoriti come Peter Sagan e Cancellara. Nei chilometri conclusivi riesce a rintuzzare ogni tentativo di attacco di un gruppetto di cinque formatosi in testa alla corsa, dovendosi tuttavia arrendere nella volata finale al sorprendente australiano Mathew Hayman e sfiorando il record di cinque successi nella classica monumento francese. Rientrato alle corse a maggio al Tour of California, ottiene la prima vittoria in stagione vincendo a fine luglio la prima tappa del Tour de Wallonie e concludendo al secondo posto quella seguente. Il 31 dello stesso mese alza nuovamente le braccia al cielo alla RideLondon - Surrey Classic, così come il 3 settembre aggiudicandosi la Brussels Cycling Classic. Sul finire di stagione coglie due terzi posti sia al Tour de l'Eurométropole sia il 16 ottobre nella prova in linea dei campionati del mondo di Doha, preceduto in uno sprint a ranghi ristretti da Sagan e Mark Cavendish.

### 2017: l'ultima stagione
Il 2017 di Boonen inizia in Argentina, alla Vuelta a San Juan, dove conquista la seconda tappa: nell'occasione diventa il primo professionista ad aver vinto una corsa su una bicicletta dotata di freni a disco. Corre poi senza acuti il Tour of Oman ed è costretto al ritiro alla Omloop Het Nieuwsblad; a inizio marzo porta a termine la Tirreno-Adriatico e la Milano-Sanremo, in preparazione delle classiche del Nord: qui è ottavo all'E3 Harelbeke e sesto alla Gand-Wevelgem. Il 2 aprile conclude al trentasettesimo posto il suo ultimo Giro delle Fiandre, anche rallentato da problemi meccanici in un momento saliente della gara, mentre una settimana più tardi è tredicesimo alla Parigi-Roubaix, ultima corsa della carriera che segna il ritiro per il fiammingo dal mondo del ciclismo.

## Palmarès
- 2000 (Dilettanti)

1ª tappa Triptyque des Monts et Châteaux (Frasnes-lez-Anvaing > Quevaucamps)
- 2001 (Dilettanti)

Zellik-Galmaarden
Internationale Wielertrofee Jong Maar Moedig
- 2002 (US Postal Service, una vittoria)

2ª tappa Uniqa Classic (Traismauer > Rabenstein an der Pielach)
- 2003 (Quick Step-Davitamon, una vittoria)

3ª tappa Giro del Belgio (Knokke-Heist > Haacht)
- 2004 (Quick Step-Davitamon, diciannove vittorie)

2ª tappa Tour of Qatar (Al Zubarah > Doha Hyatt Plaza)
1ª tappa Vuelta a Andalucía (Huelva > Siviglia)
E3 Prijs Vlaanderen
Gand-Wevelgem
Scheldeprijs
1ª tappa Tour de Picardie (Hirson > Doullens)
2ª tappa Tour de Picardie (Crécy-en-Ponthieu > Compiègne)
Classifica generale Tour de Picardie
2ª tappa Giro del Belgio (Ostenda > Knokke-Heist)
2ª tappa Deutschland Tour (Bad Urach > Wangen im Allgäu)
7ª tappa Deutschland Tour (Chemnitz > Lipsia)
Prologo Ster Elektrotoer (Veldhoven > Veldhoven, cronometro)
1ª tappa Ster Elektrotoer (Eindhoven > Nuth)
6ª tappa Tour de France (Bonneval > Angers)
20ª tappa Tour de France (Montereau-Fault-Yonne > Parigi/Champs-Élysées)
3ª tappa Tour of Britain (Bakewell > Nottingham)
Memorial Rik Van Steenbergen
3ª tappa Circuit Franco-Belge (Maubeuge > Mons)
4ª tappa Circuit Franco-Belge (Belœil > Tournai)
- 2005 (Quick Step-Innergetic, quattordici vittorie)

1ª tappa Tour of Qatar (Al Khor Corniche > Doha Hyatt Plaza)
2ª tappa Tour of Qatar (Camel Race Track > Qatar Olympic Committee)
1ª tappa Parigi-Nizza (Étampes > Chabris)
2ª tappa Parigi-Nizza (La Châtre > Thiers)
E3 Prijs Vlaanderen
Giro delle Fiandre
Parigi-Roubaix
2ª tappa Tour de Picardie (Château-Thierry > Clermont-Ferrand)
1ª tappa Giro del Belgio (Ostenda > Ostenda)
2ª tappa Giro del Belgio (Ostenda > Knokke-Heist)
Classifica generale Giro del Belgio
2ª tappa Tour de France (Challans > Les Essarts)
3ª tappa Tour de France (La Châtaigneraie > Tours)
Campionati del mondo, Prova in linea
- 2006 (Quick Step-Innergetic, ventuno vittorie)

Doha International Grand Prix
1ª tappa Tour of Qatar (Khalifa Stadium > Al Khor Corniche)
2ª tappa Tour of Qatar (Camel Race Track > Al Khor Corniche)
3ª tappa Tour of Qatar (Sealine Beach Resort > Khalifa Stadium)
5ª tappa Tour of Qatar (Al Thakhira > Doha Corniche)
Classifica generale Tour of Qatar
5ª tappa Vuelta a Andalucía (Olvera > Siviglia)
1ª tappa Parigi-Nizza (Villemandeur > Saint-Amand-Montrond)
2ª tappa Parigi-Nizza (Cérilly > Belleville)
4ª tappa Parigi-Nizza (Saint-Étienne > Rasteau)
E3 Prijs Vlaanderen
Giro delle Fiandre
Scheldeprijs
2ª tappa Giro del Belgio (Ostenda > Knokke-Heist)
3ª tappa, 2ª semitappa Giro del Belgio (Buggenhout > Londerzeel)
Veenendaal-Veenendaal
1ª tappa Tour de Suisse (Baden > Baden)
1ª tappa Eneco Tour (Wieringerwerf > Hoogeveen)
3ª tappa Eneco Tour (Beek > Westmalle)
5ª tappa Eneco Tour (Hasselt > Balen)
6ª tappa Tour of Britain (Greenwich > The Mall)
- 2007 (Quick Step-Innergetic, undici vittorie)

2ª tappa Tour of Qatar (Al Wakrah > Qatar Olympic Committee)
3ª tappa Tour of Qatar (Dohat Salwa > Khalifa Stadium)
4ª tappa Tour of Qatar (Camel Race Track > Doha Golf Club)
6ª tappa Tour of Qatar (Sealine Beach Resort > Doha Corniche)
4ª tappa Vuelta a Andalucía (Cabra > Cordova)
Kuurne-Bruxelles-Kuurne
Dwars door Vlaanderen
E3 Prijs Vlaanderen
5ª tappa Giro del Belgio (Aywaille > Putte)
6ª tappa Tour de France (Semur-en-Auxois > Bourg-en-Bresse)
12ª tappa Tour de France (Montpellier > Castres)
- 2008 (Quick Step, quindici vittorie)

2ª tappa Tour of Qatar (Al Zubarah > Doha Golf Club)
3ª tappa Tour of Qatar (Camel Race Track > Qatar Foundation)
6ª tappa Tour of Qatar (Al Wakrah > Doha Corniche)
Classifica generale Tour of Qatar
2ª tappa Tour of California (Santa Rosa > Sacramento)
Parigi-Roubaix
5ª tappa Giro del Belgio (Buggenhout > Putte)
3ª tappa Ster Elektrotoer (Nuth > Nuth)
1ª tappa Tour de Wallonie (Tubize > Soignies)
7ª tappa Österreich-Rundfahrt (Podersdorf am See > Vienna)
1ª tappa Eneco Tour (Beek > Roermond)
4ª tappa Eneco Tour (Terneuzen > Ardooie)
3ª tappa Vuelta a España (Jaén > Cordova)
16ª tappa Vuelta a España (Ponferrada > Zamora)
1ª tappa Circuit Franco-Belge (Maubeuge > Mons-en-Pévèle)
- 2009 (Quick Step, sette vittorie)

3ª tappa Tour of Qatar (Al Zubarah > Doha Golf Club)
Classifica generale Tour of Qatar
Kuurne-Bruxelles-Kuurne
Parigi-Roubaix
Campionati belgi, Prova in linea
3ª tappa Eneco Tour (Niel > Hasselt)
3ª tappa Circuit Franco-Belge (Antoing > Ichtegem)
- 2010 (Quick Step, quattro vittorie)

3ª tappa Tour of Qatar (Dukhan > Mesaieed)
5ª tappa Tour of Qatar (Lusail > Madinat ash Shamal)
5ª tappa Tour of Oman (Wattayat > Sultan Qaboos Stadium)
2ª tappa Tirreno-Adriatico (Montecatini Terme > Montecatini Terme)
- 2011 (Quickstep Cycling Team, due vittorie)

1ª tappa Tour of Qatar (Dukhan > Al Khor Corniche)
Gand-Wevelgem
- 2012 (Omega Pharma-Quickstep, tredici vittorie)

7ª tappa Tour de San Luis (San Luis > San Luis)
1ª tappa Tour of Qatar (Barzan Towers > Doha Golf Club)
4ª tappa Tour of Qatar (Al Thakhira > Madinat ash Shamal)
Classifica generale Tour of Qatar
2ª tappa Parigi-Nizza (Mantes-la-Jolie > Orléans)
E3 Harelbeke
Gand-Wevelgem
Giro delle Fiandre
Parigi-Roubaix
Campionati belgi, Prova in linea
1ª tappa World Ports Classic (Rotterdam > Anversa)
Classifica generale World Ports Classic
Parigi-Bruxelles
- 2013 (Omega Pharma-Quick-Step Cycling Team, una vittoria)

2ª tappa Tour de Wallonie (Verviers > Engis)
- 2014 (Omega Pharma-Quick-Step Cycling Team, cinque vittorie)

2ª tappa Tour of Qatar (Camel Race Track > Al Khor Corniche)
4ª tappa Tour of Qatar (Dukhan > Mesaieed)
Kuurne-Bruxelles-Kuurne
1ª tappa Giro del Belgio (Lochristi > Buggenhout)
2ª tappa Giro del Belgio (Lierde > Knokke-Heist)
- 2015 (Etixx-Quick Step, quattro vittorie)

1ª tappa Giro del Belgio (Lochristi > Knokke-Heist)
Rund um Köln
3ª tappa Eneco Tour (Beveren > Ardooie)
Sparkassen Münsterland Giro
- 2016 (Etixx-Quick Step, tre vittorie)

1ª tappa Tour de Wallonie (Charleroi > Mettet)
RideLondon - Surrey Classic
Brussels Cycling Classic
- 2017 (Quick-Step Floors, una vittoria)

2ª tappa Vuelta a San Juan (San Juan > San Juan)

### Altri successi
- 2002 (US Postal Service)

1ª tappa Volta Ciclista a Catalunya (Sant Jaume d'Enveja > Deltebre, cronosquadre)
Dernycriterium van Wilrijk
Classifica giovani Circuit Franco-Belge
- 2003 (Quick Step-Davitamon)

Classifica scalatori Giro del Belgio
- 2004 (Quick Step-Davitamon)

Classifica giovani Tour of Qatar
Classifica a punti Tour of Qatar
Classifica a punti Tour de Picardie
Classifica a punti Ster Elektrotoer
Nacht van Peer
Draai van de Kaai
Dernycriterium van Antwerpen
Mijl van Mares
Omloop Mandel-Leie-Schelde
- 2005 (Quick Step-Innergetic)

Classifica a punti Tour of Qatar
Ronde van Made
Classifica a punti Giro del Belgio
Criterium van Diksmuide
Acht van Chaam
Criterium van Herentals
Dernycriterium van Antwerpen
Amstel Curaçao Race
- 2006 (Quick Step-Innergetic)

Classifica a punti Tour of Qatar
Classifica a punti Giro del Belgio
Criterium van Diksmuide
Kermesse Pro de Zèle
- 2007 (Quick Step-Innergetic)

1ª tappa Tour of Qatar (Doha Corniche > Doha Corniche, cronosquadre)
Classifica a punti Tour of Qatar
Classifica a punti Tour de France
Criterium van Wolvertem
- 2008 (Quick Step)

1ª tappa Tour of Qatar (Doha > Doha, cronosquadre)
Classifica a punti Tour of Qatar
Criterium van Lommel
- 2012 (Omega Pharma-Quickstep)

Classifica a punti Tour of Qatar
Dernycriterium van Antwerpen
Classifica a punti World Ports Classic
Campionati del mondo, Cronosquadre
- 2013 (Omega Pharma-Quick-Step Cycling Team)

Heistse Pijl
- 2014 (Omega Pharma-Quick-Step Cycling Team)

Classifica a punti Tour of Qatar
Heistse Pijl
- 2015 (Etixx-Quick Step)

Classifica a punti Giro del Belgio
- 2016 (Etixx-Quick Step)

Dernycriterium Hamme-Zogge
Dernycriterium van Antwerpen
Dernycriterium van Lombardsijde

## Piazzamenti

### Grandi Giri
- Giro d'Italia

2015: non partito (14ª tappa)
- Tour de France

2004: 120º
2005: ritirato (12ª tappa)
2006: ritirato (15ª tappa)
2007: 119º
2009: non partito (15ª tappa)
2011: ritirato (7ª tappa)
- Vuelta a España

2003: 92º
2005: non partito (14ª tappa)
2007: ritirato (13ª tappa)
2008: non partito (18ª tappa)
2009: ritirato (13ª tappa)
2011: non partito (16ª tappa)
2014: non partito (18ª tappa)

### Classiche monumento
- Milano-Sanremo

2003: 78º
2004: 75º
2005: 8º
2006: 4º
2007: 3º
2008: 29º
2009: 15º
2010: 2º
2011: 28º
2012: 22º
2013: ritirato
2016: 55º
2017: 65º
- Giro delle Fiandre

2002: 24º
2003: 25º
2004: 25º
2005: vincitore
2006: vincitore
2007: 12º
2008: 17º
2009: 20º
2010: 2º
2011: 4º
2012: vincitore
2013: ritirato
2014: 7º
2016: 15º
2017: 37º
- Parigi-Roubaix

2002: 3º
2003: 24º
2004: 9º
2005: vincitore
2006: 2º
2007: 6º
2008: vincitore
2009: vincitore
2010: 5º
2011: ritirato
2012: vincitore
2014: 10º
2016: 2º
2017: 13º

### Competizioni mondiali
- Campionati del mondo

Zolder 2002 - In linea Elite: 38º
Hamilton 2003 - In linea Elite: 17º
Verona 2004 - In linea Elite: ritirato
Madrid 2005 - In linea Elite: vincitore
Salisburgo 2006 - In linea Elite: 9º
Varese 2008 - In linea Elite: 38º
Mendrisio 2009 - In linea Elite: 38º
Valkenburg 2012 - Cronosquadre: vincitore
Valkenburg 2012 - in linea Elite: 12º
Ponferrada 2014 - Cronosquadre: 3º
Ponferrada 2014 - In linea Elite: 49º
Richmond 2015 - Cronosquadre: 2º
Richmond 2015 - In linea Elite: 35º
Doha 2016 - In linea Elite: 3º
- Giochi olimpici

Londra 2012 - In linea: 28º
- Coppa del mondo/UCI ProTour/Calendario mondiale UCI/UCI World Tour

Coppa del mondo 2000: 992º
Coppa del mondo 2001: 862º
Coppa del mondo 2002: 64º
Coppa del mondo 2003: 90º
Coppa del mondo 2004: 10º
UCI ProTour 2005: 2º
UCI ProTour 2006: 7º
UCI ProTour 2007: 20º
UCI ProTour 2008: 83º
Calendario mondiale UCI 2009: 38º
Calendario mondiale UCI 2010: 19º
UCI World Tour 2011: 30º
UCI World Tour 2012: 3º
UCI World Tour 2013: 139º
UCI World Tour 2014: 71º
UCI World Tour 2015: 79º
UCI World Tour 2016: 66º
UCI World Tour 2017: 102º

## Riconoscimenti
- Kristallen Fiets nel 2001,[65] 2004, 2005, 2006 e 2012
- Sprint d'Or nel 2004, 2005 e 2006
- Vélo d'Or della rivista Vélo Magazine nel 2005
- Mendrisio d'Oro del Velo Club Mendrisio nel 2005
- Trofeo Flandrien del quotidiano Het Nieuwsblad nel 2004, 2005 e 2012
- Premio Fausto Coppi della Gazzetta dello Sport nel 2005
- Sportivo belga dell'anno nel 2005, 2007 e 2012
- Personalità sportiva belga dell'anno nel 2005
- Trofeo belga per il Merito sportivo nel 2005